# Hell on Earth
Hell on Earth is het derde studioalbum van het Amerikaanse hiphop duo Mobb Deep. Als singles voor het album werden Drop a Gem On Em, Front Lines, G.O.D. Pt. 3 en 'Still Shining uitgebracht.

## Achtergrond
Het album werd uitgebracht ten tijde van de East Coast-West Coast 'oorlog' in de rapwereld. Veel van de nummers bevatten dan ook verwijzingen naar deze rivaliteit. Bovendien staan er ook enkele disstracks op het album, zoals Drop a Gem On Em, wat een reactie is op het nummer Hit Em Up, van West Coast rapper 2Pac.

## Hitlijsten
In de Amerikaanse hitlijst Billboard 200 bereikte het album een 6e plaats. Q Magazine nam het op in haar 50 Heaviest Albums Of All Time.

## Tracklist
| Nr. | Titel                                               | Producer(s) | Duur |
| --- | --------------------------------------------------- | ----------- | ---- |
| 1.  | Animal Instinct (featuring Twin Gambino & Ty Nitty) | Mobb Deep   | 3:30 |
| 2.  | Drop a Gem on 'Em                                   | Mobb Deep   | 4:17 |
| 3.  | Bloodsport                                          | Mobb Deep   | 3:35 |
| 4.  | Extortion (featuring Method Man)                    | Mobb Deep   | 3:31 |
| 5.  | More Trife Life                                     | Mobb Deep   | 3:45 |
| 6.  | Man Down (featuring Big Noyd)                       | Mobb Deep   | 5:03 |
| 7.  | Can't Get Enough Of It (featuring Illa Ghee)        | Mobb Deep   | 4:51 |
| 8.  | Nighttime Vultures (featuring Raekwon)              | Mobb Deep   | 4:30 |
| 9.  | G.O.D. Pt. III                                      | Mobb Deep   | 5:17 |
| 10. | Get Dealt With                                      | Mobb Deep   | 3:56 |
| 11. | Front Lines (Hell on Earth)                         | Mobb Deep   | 4:34 |
| 12. | Give It Up Fast (featuring Big Noyd & Nas)          | Mobb Deep   | 3:58 |
| 13. | Still Shinin'                                       | Mobb Deep   | 4:11 |
| 14. | Apostle's Warning                                   | Mobb Deep   | 4:07 |

| Nr. | Titel                                           | Producer(s) | Duur |
| --- | ----------------------------------------------- | ----------- | ---- |
| 15. | In The Long Run (featuring Ty Nitty & Money No) | Mobb Deep   | 2:38 |